# El Limón (östra Tantoyuca kommun)
El Limón är en ort i Mexiko.   Den ligger i kommunen Tantoyuca och delstaten Veracruz, i den sydöstra delen av landet, 240 km norr om huvudstaden Mexico City. El Limón ligger 125 meter över havet och antalet invånare är 173.
Terrängen runt El Limón är platt. Runt El Limón är det ganska tätbefolkat, med 60 invånare per kvadratkilometer. Närmaste större samhälle är Tantoyuca, 8,9 km väster om El Limón. Trakten runt El Limón består till största delen av jordbruksmark.